# ولوو پی‌وی۵۱

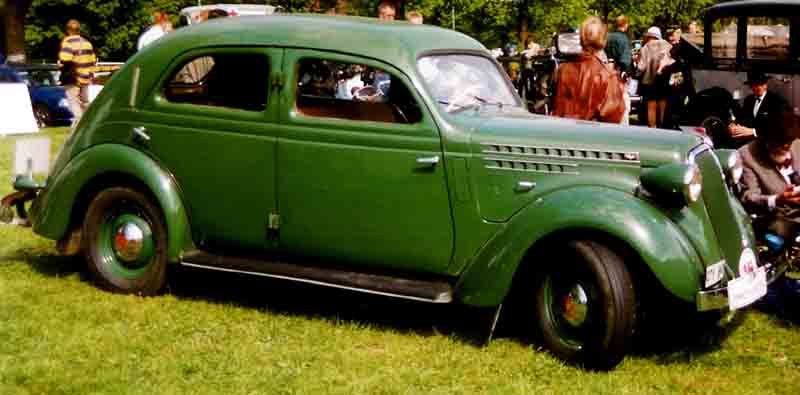

ولوو پی‌وی۵۱ (Volvo PV۵۱) خودرویی است که در سال‌های ۱۹۳۶ تا ۱۹۴۵تولید شده‌است. طراحی آن خودروهای موتور جلو-محور عقب بوده وزن آن در حالت طبیعی ۱٬۵۴۰ کیلوگرم (۳٬۳۹۵ پوند) است.
موتور آن ۳۶۷۰ سی‌سی سیستم جعبه‌دندهٔ آن ۳ دنده به صورت دستی است.

## نگارخانه

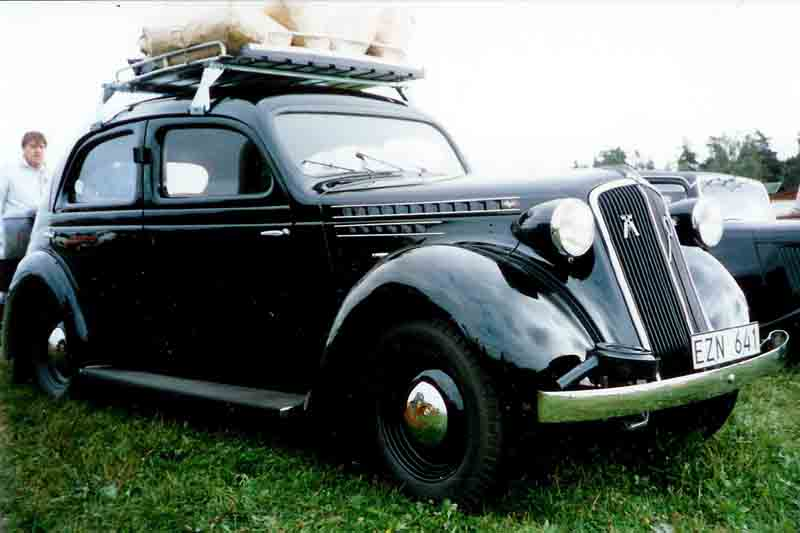
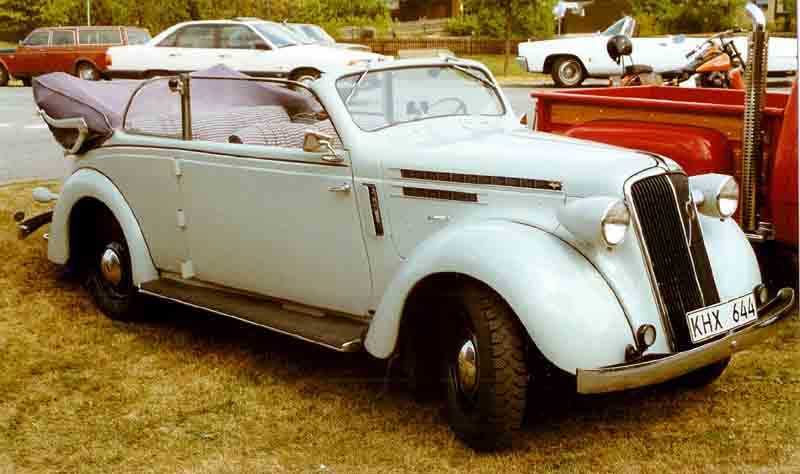
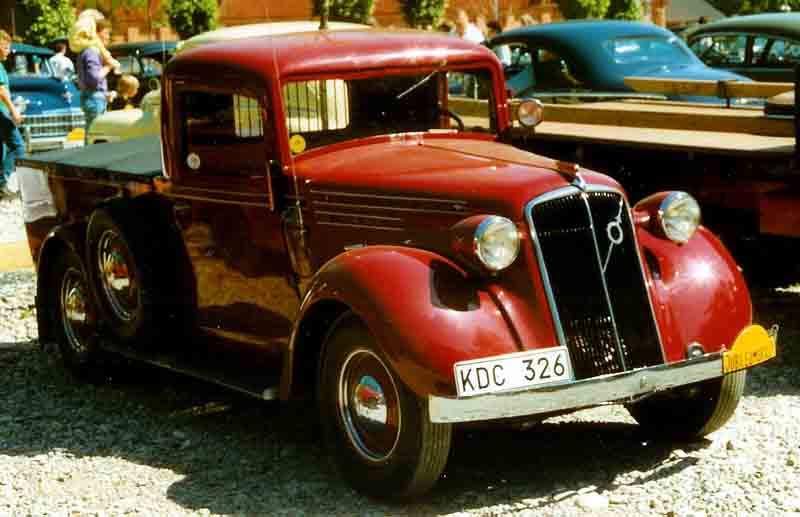
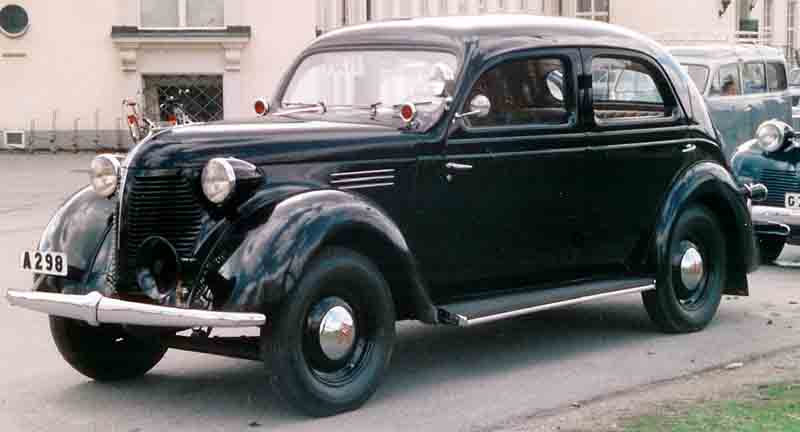